# Sorkwity (gmina)
Sorkwity – gmina wiejska w województwie warmińsko-mazurskim, w powiecie mrągowskim. W latach 1975–1998 gmina położona była w województwie olsztyńskim.
Siedziba władz gminy to Sorkwity, położone są 12 km od Mrągowa i 15 od Biskupca Reszelskiego. Miejscowość Sorkwity znajduje się w otoczeniu dwóch jezior Lampackiego i Gielądzkiego.
Według danych z 30 czerwca 2004 gminę zamieszkiwało 4620 osób. Natomiast według danych z 31 grudnia 2019 roku gminę zamieszkiwało 4528 osób.

## Struktura powierzchni
Według danych z roku 2002 gmina Sorkwity ma obszar 184,56 km², w tym:
- użytki rolne: 50%
- użytki leśne: 28%

Gmina stanowi 17,33% powierzchni powiatu.

## Demografia

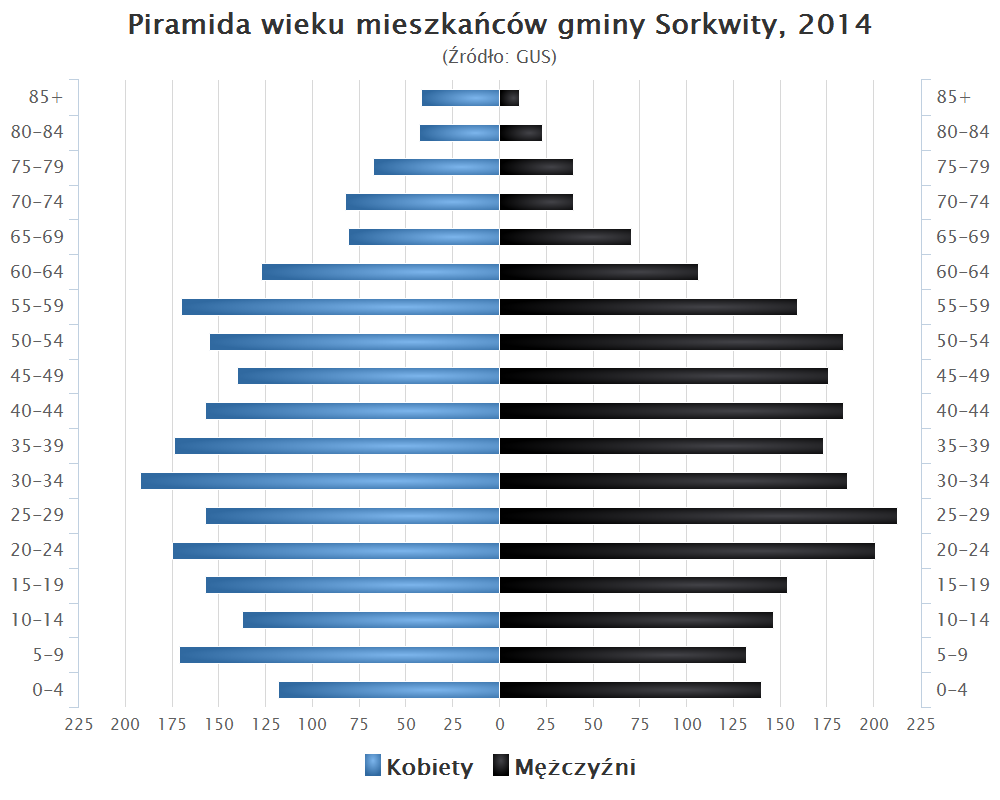
Piramida wieku mieszkańców gminy Sorkwity w 2014 roku

Dane z 30 czerwca 2004:
| Opis                              | Ogółem | Ogółem | Kobiety | Kobiety | Mężczyźni | Mężczyźni |
| --------------------------------- | ------ | ------ | ------- | ------- | --------- | --------- |
| jednostka                         | osób   | %      | osób    | %       | osób      | %         |
| populacja                         | 4620   | 100    | 2313    | 50,1    | 2307      | 49,9      |
| gęstość zaludnienia (mieszk./km²) | 25     | 25     | 12,5    | 12,5    | 12,5      | 12,5      |

## Miejscowości sołeckie
Borowe, Borowski Las, Burszewo, Choszczewo, Gizewo, Jełmuń, Jędrychowo, Kozłowo, Maradki, Nibork, Pustniki, Rozogi, Rybno, Sorkwity, Stama, Surmówka, Stary Gieląd, Szymanowo, Warpuny, Zyndaki.

## Pozostałe miejscowości
Bałowo, Gieląd Mały, Głodowo, Janiszewo, Janowo, Karczewiec, Kozarek Mały, Kozarek Wielki, Lesiny, Maradzki Chojniak, Miłuki, Młynik, Nowy Gieląd, Piłak, Rodowo, Słomowo, Stary Gieląd, Szarłaty, Szelągówka, Tyszkowo, Wilamówko, Wola Maradzka, Zamkowo, Załuki.

## Sąsiednie gminy
Biskupiec, Dźwierzuty, Kolno, Mrągowo, Piecki, Reszel